# ميشيل فورد
ميشيل فورد (بالإنجليزية: Michelle Ford)‏ هي راقصة على الجليد ومدربة رياضية أمريكية، ولدت في القرن العشرين.